# (53910) Jánfischer
(53910) Jánfischer, désignation internationale (53910) Janfischer, est un astéroïde de la ceinture principale.

## Description
(53910) Janfischer est un astéroïde de la ceinture principale. Il fut découvert le 6 avril 2000 à Modra par Leonard Kornoš et Dušan Kalmančok. Il présente une orbite caractérisée par un demi-grand axe de 2,40 UA, une excentricité de 0,12 et une inclinaison de 0,0° par rapport à l'écliptique.

## Compléments